# عصر جدید (فیلم ۱۹۷۸)
عصر جدید (به هندی: Naya Daur) فیلمی محصول سال ۱۹۷۸ و به کارگردانی ماهش بات است. در این فیلم بازیگرانی همچون ریشی کاپور، باوانا بات، فریده جلال، دنی دنزونگپا، اوم پراکاش، رانجیت و شارات ساکسنا ایفای نقش کرده‌اند.